# Seconda medaglia di Alfonso V d'Aragona
La seconda medaglia di Alfonso V d'Aragona fu realizzata in bronzo dall'artista italiano Pisanello nel 1449 e misura 10,6 cm di diametro.

## Storia
Dopo aver coniato la celebre medaglia di Giovanni VIII Paleologo (1438), ristabilendo la tradizione di effigiare personaggi viventi come nelle monete dell'Impero Romano, Pisanello divenne molto richiesto dalle corti italiane, creando una ventina di medaglie.
A Napoli Pisanello si recò nel 1449, come testimonia la data sulla prima medaglia di Alfonso V e un documento datato 14 febbraio con il quale vengono tributati speciali onori all'artista. Per Alfonso Pisanello realizzò almeno tre medaglie, più una per il suo consigliere Inigo d'Avalos. Restano inoltre numerosi disegni per altre medaglie e un paio di ritratti del sovrano a penna su carta, oggi al Louvre (nn. 2306 e 2481, quest'ultimo particolarmente somigliante al ritratto della seconda medaglia).

## Descrizione

La placchetta

L'opera, dai chiari intenti celebrativi, è virtuosamente esente da una retorica troppo artificiosa, riuscendo a sottolineare l'autorità del personaggio con un misurato ricorso ad elementi decorativi.
Sul recto è effigiata di profilo la testa del sovrano in forma di busto fino alla spalla, girato a destra e sovrastante la corona. Lungo il bordo corre in senso orario l'iscrizione DIVVS ALPHONSVS ARAGO[niae] SISI[liae] VA[lentiae] HIE[rosolimae] HVN[gariae] MA[ioricarum] SAR[diniae] COR[sicae] REX CO[mes] BA[rcironae] DV[x] AT[henarum] E[t] N[eopatriae] C[omes] R[osciglionis] C[eritaniae], che elenca, in forma abbreviata, tutti i titoli del sovrano ("Divino Alfonso, re d'Aragona, Sicilia, Valencia, Gerusalemme, Ungheria, Maiorca, Sardegna e Corsica, conte di Barcellona, duca di Atene e di Neopatria, conte di Rossiglione e di Cerdagna"). Dal ritratto sul recto venne anche ricavata una placchetta (8,8x5,9 cm) dove compaiono solo il busto e la corona.
Sul verso si vede un cacciatore nudo nell'atto di balzare, armato di pugnale, sul dorso di un cinghiale, che fugge, addentato da un cane da caccia (un veltro): si tratta di una citazione colta di un sarcofago con Melagro che uccide il cinghiale calidonio, nel Camposanto monumentale di Pisa, del quale l'artista aveva eseguito numerosi disegni. In alto si legge la scritta VENATOR / INTREPIDVS ("intrepido cacciatore", una delle doti del sovrano) e in basso, in caratteri più piccoli lungo il bordo, la firma dell'artista: OPVS PISANI PICTORIS ("opera del pittore Pisan[ell]o").